# سان پدرو ده خوخوی
سان پدرو ده خوخوی (به اسپانیایی: San Pedro de Jujuy) شهری در کشور آرژانتین، استان خوخوی است که در سال ۲۰۰۹ میلادی، حدود ۵۵٬۲۲۰ نفر جمعیت داشته است.